# Uwe von Schamann
(en) Statistiques sur pro-football-reference
Uwe Detlef Walter von Schamann, né le 23 avril 1956 à Berlin, est un joueur allemand de football américain ayant évolué au poste de kicker.
Allemand, il s'installa aux États-Unis lorsqu'il est adolescent. Il étudia à l'Université d'Oklahoma et joua pour les Oklahoma Sooners.
Il fut drafté en 1979 à la 189e (septième tour) par les Dolphins de Miami. Il joua seulement six saisons mais participa à deux Super Bowl et fut Rookie of the Year.
Il détenu le record du nombre d'extra points tentés en une saison, réussissant à en convertir 66 sur 70.

## Statistiques
| Année  | Équipe   | MJ     |        | Field goals | Field goals | Field goals | Field goals |         | Extra Points | Extra Points | Extra Points |      | Punt | Punt | Punt |
| Année  | Équipe   | MJ     | Tentés | Réussis     | %           | Long        | Tentés      | Réussis | %            | Tentés       | Yards        | Moy. |      |      |      |
| 1979   | Dolphins | 16     | 29     | 21          | 72,4        | 53          | 40          | 36      | 90           | 1            | 31           | 31   |      |      |      |
| 1980   | Dolphins | 16     | 23     | 14          | 60,9        | 48          | 32          | 32      | 100          |              |              |      |      |      |      |
| 1981   | Dolphins | 16     | 31     | 24          | 77,4        | 46          | 38          | 37      | 97,4         |              |              |      |      |      |      |
| 1982   | Dolphins | 9      | 20     | 15          | 75          | 47          | 22          | 21      | 95,5         |              |              |      |      |      |      |
| 1983   | Dolphins | 16     | 27     | 18          | 66,7        | 52          | 48          | 45      | 93,8         |              |              |      |      |      |      |
| 1984   | Dolphins | 16     | 19     | 9           | 47,4        | 37          | 70          | 66      | 94,3         |              |              |      |      |      |      |
| Totaux | Totaux   | Totaux | 149    | 101         | 67,8        | 53          | 250         | 237     | 94,8         | 1            | 31           | 31   |      |      |      |